# EML Tasuja
Az EML Tasuja (ex. Lindormen) az Észt Haditengerészet Lindormen osztályú segédhajója volt. 2004-ig a Dán Haditengerészet aknarakó hajóként használta, majd 2006 és 2016 között az Észt Haditengerészet Aknakereső Hadosztályában az aknamentesítő búváregység bázishajójaként használták. Hadrendi jelzése A432, parancsnoka Arto Reinmaa. Honi kikötője Tallinnban az Aknászkikötő volt. 2021-ben végleg selejtezték.

## Története
Az eredetileg aknarakó hajó építése 1977. február 2-án kezdődött a dániai Svendborg Værft hajógyárban. 1977. június 7-én bocsátották vízre, majd egy év múlva, 1978. június 14-én Lindormen néven és N43 hadrendi jelzéssel állt szolgálatba a Dán Haditengerészetnél. Ez volt a két egységből álló hajóosztály első, névadó egysége. Dánia 2004. október 22-én vonta ki a hadrendből és később eladták Észtországnak, ahol 2006 áprilisában állították hadrendbe. Az Észt haditengerészet aknamentesítő feladatokra használja. Testvérhajója, a Lossen szintén Észtországhoz került, az Észt Haditengerészeti Akadémia használja.
2016-ban, 10 év szolgálat után kivonták a szolgálatból. A hajó 2021-ig még tartalák állományban volt és az Észt Haditengerészet fő bázisán, az Aknászkikötőben (Miinisadam) horgonyzott, ahol rendszeresen használták kiképzésre. 2021-ben végleg selejtezték a hajót.

## Jellemzői
Eredetileg tengeri aknamezők telepítésére szolgáló aknarakó hajó volt. Korlátozottan alkalmas üzemanyag- és édesvíz-ellátó feladatokra is. A hajó két felfújható, 4–8 fő szállítására alkalmas motorcsónakot hordoz. A fedélzeti daruja 2,2, tonna teherbírású. Az aknamentesítő munka támogatására víz alatti kamerarendszerrel szerelték fel. A hajótest bal oldalán és a tatnál a vízvonal felett nyílásokat alakítottak ki a búvárok számára, ezen kívül nyomáskiegyenlítő kamrával is ellátták.
Az 577 tonna vízkiszorítású hajó teljesen acél építésű. Meghajtásáról két darab, egyenként 1200 kW teljesítményű Frisch gyártmányú dízelmotor gondoskodik, melyek közvetlenül egy-egy hajócsavart hajtanak, ezzel maximálisan 14 csomós sebesség elérésére képes. Fegyverzetét két darab 12,7 mm-es Browning MG géppuska alkotja.